# Cerezo (kommunhuvudort)
Cerezo är en kommunhuvudort i Spanien.   Den ligger i provinsen Provincia de Cáceres och regionen Extremadura, i den centrala delen av landet, 210 km väster om huvudstaden Madrid. Cerezo ligger 402 meter över havet och antalet invånare är 197.
Terrängen runt Cerezo är platt åt sydost, men åt nordväst är den kuperad.Runt Cerezo är det glesbefolkat, med 8 invånare per kvadratkilometer. Närmaste större samhälle är Montehermoso, 19,5 km sydväst om Cerezo. Trakten runt Cerezo består till största delen av jordbruksmark.